# Rambah Tengah Barat
Rambah Tengah Barat is een bestuurslaag in het regentschap Rokan Hulu van de provincie Riau, Indonesië. Rambah Tengah Barat telt 2986 inwoners (volkstelling 2010).